# Robert Tait McKenzie
Pour les articles homonymes, voir McKenzie.
Robert Tait McKenzie dit R. Tait McKenzie, né le 26 mai 1867 en Ontario et mort le 28 avril 1938 à Philadelphie, est un médecin, éducateur et sculpteur canadien.

## Biographie
Ayant étudié à l'université McGill de Montréal la médecine, il est instructeur à sa faculté en 1894. En 1904, il s'installe aux États-Unis pour être professeur l'université de Pennsylvanie à Philadelphie, avant de retourner dans les années 1930 en Ontario.
Il est le pionnier des programmes de conditionnement physique au Canada. Pendant la Première Guerre mondiale, ses méthodes et ses inventions pour restaurer et réhabiliter les soldats blessés ont jeté les bases des pratiques modernes de physiothérapie.
Sculpteur reconnu, il obtient une médaille olympique lors d'une compétition d'art pendant les Jeux olympiques d'été de 1932 et est le créateur de la médaille Fields.

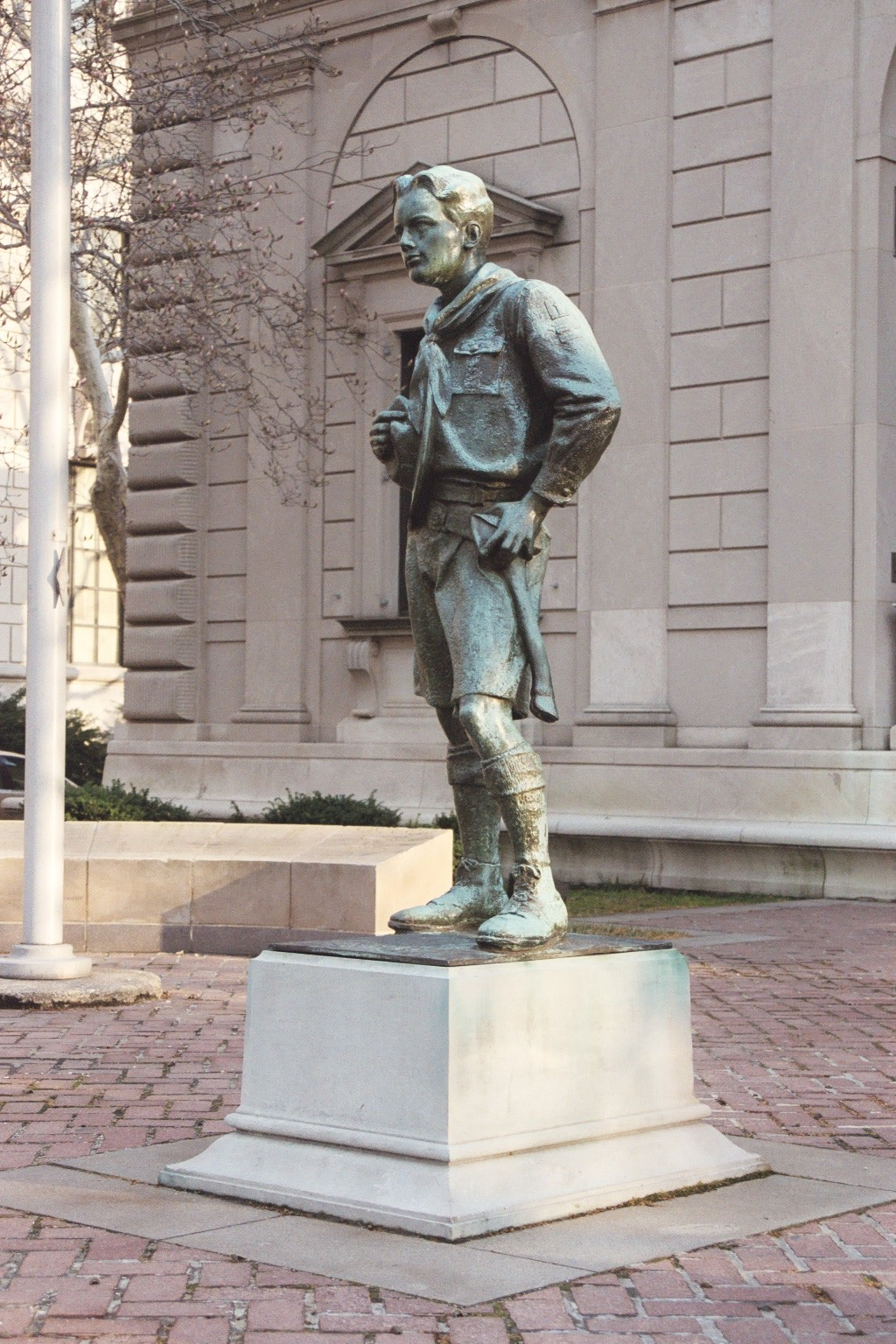
The Ideal Scout (1937)
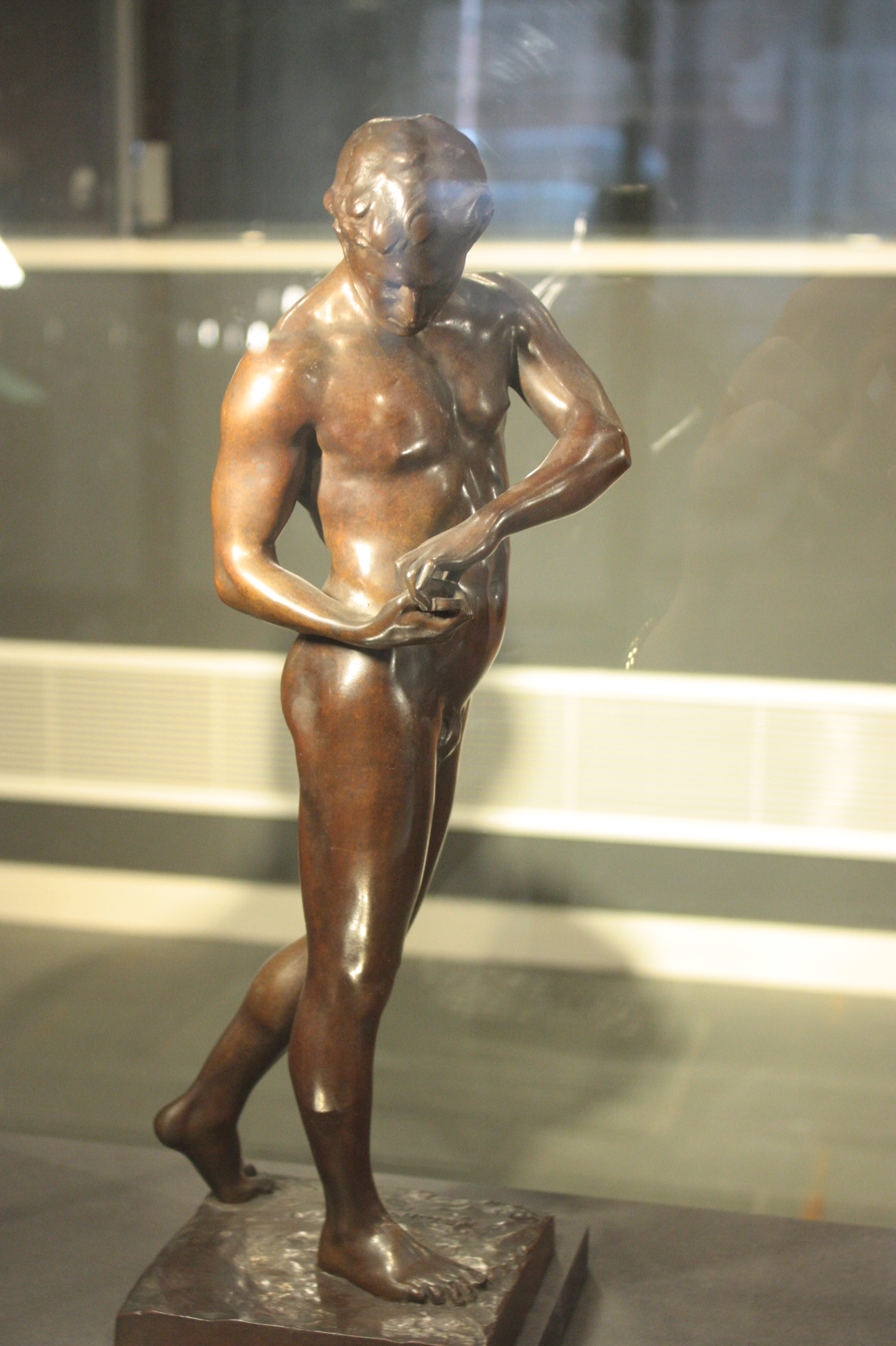
The Athlete (c. 1903)
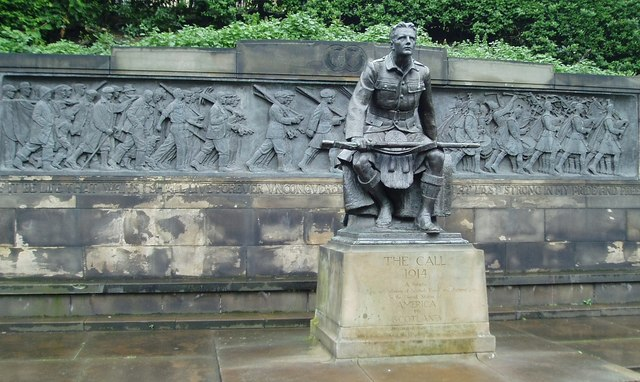
Scottish American Memorial (en)
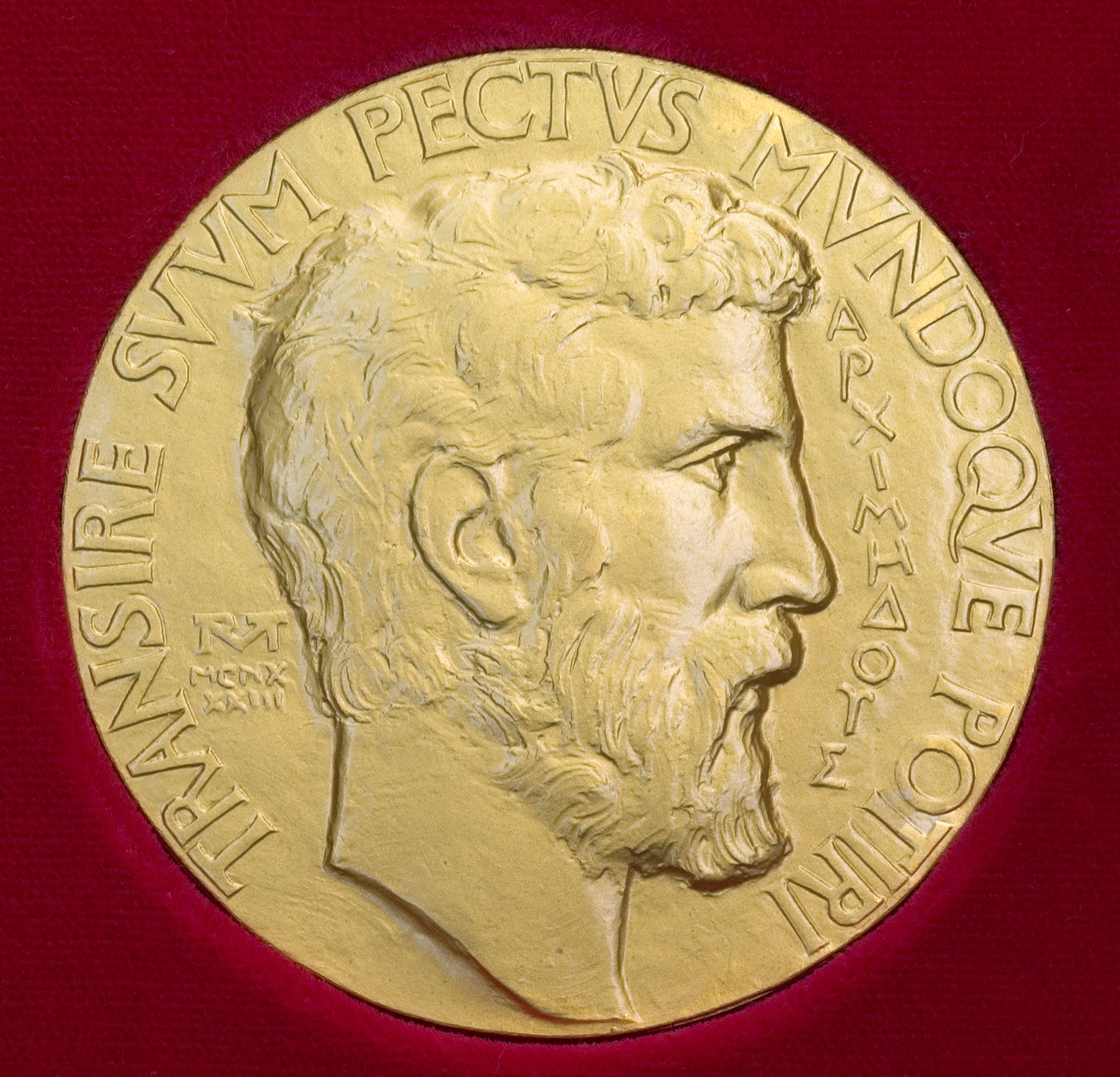
Médaille Fields

## Musées et collections publiques
- Agnes Etherington Art Centre
- Musée des beaux-arts de l'Ontario
- Musée des beaux-arts de Montréal
- Musée du Nouveau-Brunswick
- Musée national des beaux-arts du Québec[4]
- RiverBrink Art Museum